# Coprosma gracilis
Coprosma gracilis är en måreväxtart som beskrevs av Allan Cunningham. Coprosma gracilis ingår i släktet Coprosma och familjen måreväxter. Inga underarter finns listade i Catalogue of Life.